# Феллах

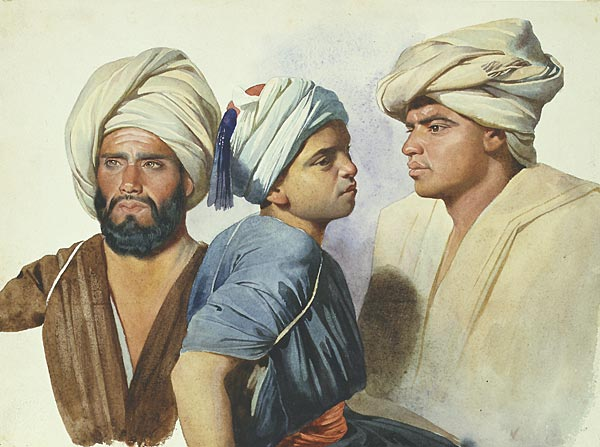
Шарль Глейр, Три феллаха (Trois fellahs), 1835

Фе́ллах (араб. فَلَّاح‎ «пахарь, землепашец»; мн.ч феллахун فلاحون‎) — крестьянин в странах Ближнего Востока и Северной Африки. Этим термином на Ближнем Востоке в исламский период называли коренных сельских жителей и фермеров.
После арабского завоевания Египта так стали называть простые массы коренных крестьян, поскольку их древняя работа в сельском хозяйстве и связь со своими землями отличалась от работы евреев, которые были торговцами, и греков, которые были правящим классом. С течением времени название приобрело этнический характер, и арабская элита в некоторой степени использовала слово «феллах» как синоним «коренного египтянина». Также, когда египтянин-христианин принимал ислам, его называли фалих, что означает «победитель» или «победоносный».
В начале XX века их доля в общем населении Египта была значительно выше, пока не начался процесс урбанизации, сопровождавшийся большим притоком феллахов в города. В 1927 году антрополог Винифред Блэкмен, автор книги «Феллахи в Верхнем Египте», провела этнографические исследования жизни земледельцев в Верхнем Египте и сделала выводы о заметной преемственности в области культуры, религии и традиций между феллахами и древними египтянами. В 2003 году феллахи все еще вели скромный образ жизни и жили в домах из сырцового кирпича, как и их древние предки. В 2005 году они составляли около 60% населения Египта.
В Леванте, и особенно в Палестине, Иордании и Хауране, термин «феллахин» использовался для обозначения большинства коренного крестьянства в сельской местности.